# Block Island (Rhode Island)
Block Island – wyspa w kształcie gruszki, pokrywająca się terytorialnie z miastem New Shoreham w hrabstwie Washington, w południowej części stanu Rhode Island, w Stanach Zjednoczonych. Położona między cieśniną Block Island Sound a Oceanem Atlantyckim, wyspa znajduje się około 14 km na południe od stałego lądu. Ma około 10 km długości, 5,5 km szerokości i zajmuje powierzchnię 25 km². Zamieszkuje ją 1051 osób (dane na 2010 rok).
Początkowo wyspa była nazywana Manisses („Mała Wyspa Manitou”) przez plemię Indian Narragansett. W 1524 roku została odkryta przez włoskiego żeglarza Giovanniego da Verrazzano, a później nazwana na cześć holenderskiego odkrywcy Adriaena Blocka, który był na niej w 1614 roku. Osadnicy z kolonii Massachusetts Bay przybyli na wyspę w 1661 roku, a Block Island zostało włączone do kolonii Rhode Island trzy lata później.
Gospodarka wyspy, kiedyś oparta na rybołówstwie i rolnictwie, obecnie opiera się głównie na turystyce i działalności wypoczynkowej. Na południowym wybrzeżu wyspy znajdują się klify gliniane Mohegan Bluffs o wysokości 56 metrów. Duży obszar wyspy został przeznaczony na rezerwat przyrody.
Całoroczne połączenia promowe na wyspę dostępne są z miejscowości Point Judith, a sezonowe z Providence, New London oraz Montauk. Na wyspie znajduje się również lotnisko. Co roku na wyspie odbywają się regaty żeglarskie Block Island Race Week.